# Porta Torre (Como)

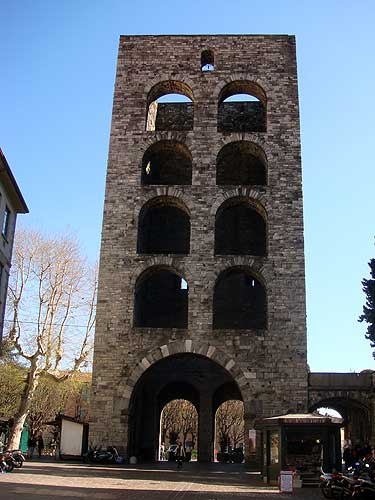
Porta Torre - Lato interno (via C.Cantù)

Porta Torre (chiamata anche Torre di Porta Vittoria) è un'imponente fortezza, alta 34 metri, edificata nel 1192, su iniziativa del podestà Uberto de' Olevano, per difendere l'ingresso più importante della città di Como.

## Storia
Le mura romane di Como vengono abbattute dai milanesi alla fine della guerra dei dieci anni (1118-1127) ma l'occasione del riscatto si ha nel 1154, con la prima discesa di Federico Barbarossa in Italia. L'imperatore combatte contro Milano ed i comaschi sono suoi alleati, quindi le mura della città vengono ricostruite con il suo beneplacito. Più tardi, intorno al 1192, la nuova cinta muraria viene rinforzata dal podestà Uberto de' Olevano con l'aggiunta di tre grandi torri poste sul lato sud: la torre di Porta Nuova ad ovest, la torre di San Vitale ad est e Porta Torre al centro, le cui fondamenta furono consolidate con un sistema di palafitte.
Nel XIV secolo Porta Torre viene rinforzata con un rivellino ospitante alcune bocche da fuoco sopraelevate ed affiancata da altre due torri di forma pentagonale, molto più piccole, che ripetono il motivo degli archi aperti verso l'interno. Nel Cinquecento viene ulteriormente rinforzata con un baluardo semicircolare (se ne vedono i resti nel vicino sottopassaggio pedonale) ma tutti questi edifici non sono giunti sino a nostri tempi.

## Aspetto
Porta Torre è uno dei più interessanti esempi, in Italia, di architettura militare di tradizione romanica. 
La grande fortificazione a pianta quadrata presenta due fornici sulla facciata esterna, mentre uno solo più ampio sul lato interno. Ha un aspetto massiccio all'esterno, mentre sul lato rivolto verso la città è alleggerita da quattro ordini di arcate accoppiate che corrispondono ai quattro piani interni, andati distrutti. Questa scelta aveva probabilmente una motivazione strategica: nel caso in cui gli assedianti fossero riusciti ad occupare la torre infatti, si sarebbero trovati esposti ad un attacco dal lato interno, non riparato come quello esterno. È curioso come gli otto archi dei piani superiori siano fuori asse rispetto a quello, molto più grande, sito al piano terra.
A poca distanza da questa imponente costruzione medioevale, nei sotterranei del vicino edificio scolastico, si trovano i ruderi delle mura romane e di una bella porta, costituita da due archi di accesso affiancati da due torri ottagonali, la cui elegante architettura fa pensare all'epoca imperiale. I resti vengono chiamati "Porta Pretoria" anche se, tradizionalmente, la porta con questo nome dovrebbe trovarsi sul lato ad est delle mura.